# 혼메촌
혼메촌(일본어: 本梅村)은 일본 교토부 미나미쿠와다군에 설치되었던 정이다.